# Acer wardii
Acer wardii är en kinesträdsväxtart som beskrevs av W. W. Smith. Acer wardii ingår i släktet lönnar, och familjen kinesträdsväxter. Inga underarter finns listade i Catalogue of Life.